# Eagles de Saint-Louis
Vous lisez un « bon article » labellisé en 2010.
Pour les articles homonymes, voir Eagles (homonymie).
Les Eagles de Saint-Louis — littéralement les aigles de Saint-Louis — sont une ancienne franchise de hockey sur glace d'Amérique du Nord. L'équipe était localisée à Saint-Louis dans l'État du Missouri aux États-Unis.
Ils jouent leur première saison dans la Ligue nationale de hockey en tant que successeurs des Sénateurs d'Ottawa lors de la saison 1934-1935 mais, finissant derniers du classement général et devant réaliser de longs déplacements avec une conjoncture financière difficile, ils cessent leur activité après avoir disputé cette seule saison.

## Historique

### Débuts de l'équipe, la fin desSilver Seven

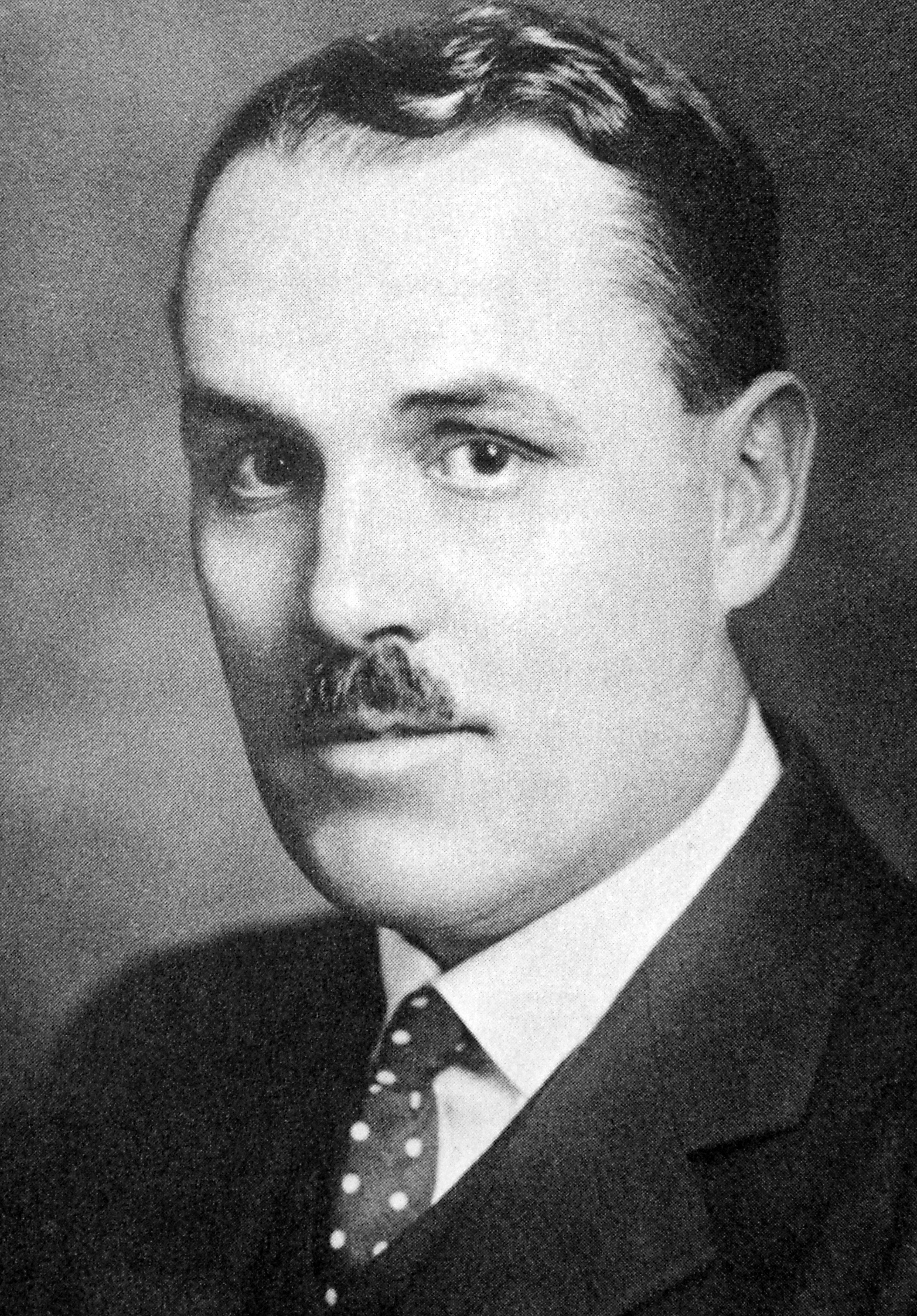
Thomas Franklin Ahearn, actionnaire de l'équipe d'Ottawa puis des Eagles.

Les Sénateurs d'Ottawa, également surnommés les Silver Seven, font leur apparition dans le monde du hockey canadien en 1893 et remportent de nombreuses fois la Coupe Stanley. Mais au début des années 1930, la crise financière liée à la Grande Dépression coule les finances des Sénateurs, l'une des meilleures équipes de l'époque. Ottawa est alors de loin le plus petit marché de la ligue, ce qui finit par avoir des conséquences sur les finances du club. Même le fait de faire une impasse sur la saison 1931-1932 de la LNH ne peut alléger le fardeau de l'équipe, qui finit à la dernière place de la saison 1933-1934.
La ligue connaît alors une période troublée et ne souhaite pas perdre un club de plus. En effet, à la suite de la saison 1931-1932, les Quakers de Philadelphie eux-mêmes continuité des Pirates de Pittsburgh, décident de suspendre leurs opérations pour tenter de redresser la barre. Mais la tentative semble être vaine puisqu'en 1934 la franchise n'est toujours pas de retour au jeu. Elle arrête finalement ses activités en 1936.
Ainsi, le 22 septembre 1934, la LNH décide d'accorder le déménagement d'une des franchises les plus titrées de l'histoire avec neuf Coupes Stanley à son actif et le déplacement de l'équipe du Canada vers le Missouri et les États-Unis,. La Hockey Association of St. Louis, Inc est alors créée pour gérer la franchise et Redmond Quain en devient le président alors que Thomas Franklin Ahearn, principal actionnaire du club conserve ses parts dans l'équipe. Eddie Gerard est nommé entraîneur de l'équipe en remplacement de Georges Boucher.
Le nom d'Eagles et le logo de l'équipe sont alors inspirés de l'aigle présent dans le logo d'Anheuser-Busch, producteur de bière de la ville et sponsor de l'équipe. À cette époque, Saint-Louis est la septième plus grosse ville des États-Unis et avec plus de 800 000 habitants, la ville compte une population quatre fois plus importante que celle d'Ottawa et donc représente un marché incomparablement plus gros. Elle s'était déjà appliquée pour avoir une franchise de la LNH en 1932, mais avec la Grande Dépression, les voyages vers le Midwest étaient bien trop coûteux, la plupart des équipes voyageaient alors en train,.
Avant même les débuts officiels du club, un premier problème surgit pour le nouveau club de la LNH. Il existe déjà un club de hockey dans la ville, les Flyers de Saint-Louis, évoluant dans l'Association américaine de hockey. Les propriétaires de ce club prétendent avoir une entente avec la LNH qui empêche cette dernière de s'établir à l'ouest du Mississippi. Ils menacent donc de déposer une poursuite pour obtenir un dédommagement de 200 000 $. Mais finalement il n'y a pas de poursuite et les Eagles peuvent commencer la saison.

### 1934-1935, une saison pour rien

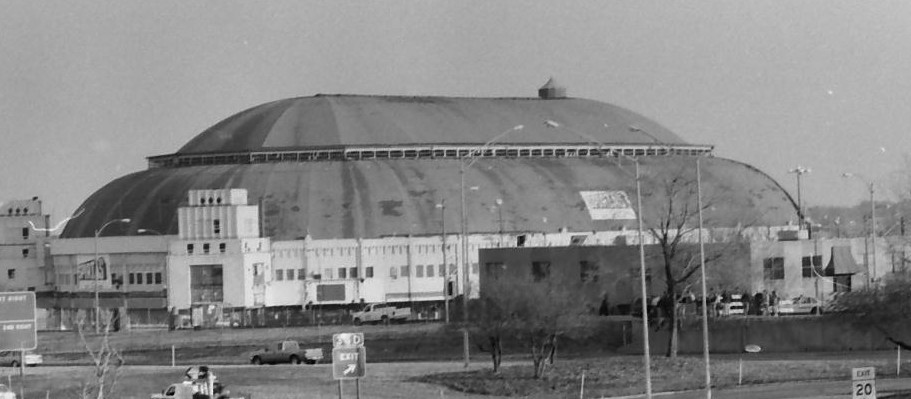
La patinoire du St. Louis Arena prise en photographie le jour de sa destruction.

L'équipe prend place dans la LNH avec les huit autres équipes engagées pour cette dix-huitième saison. Elles sont alors réparties en deux divisions, la division Canadienne et l'Américaine. Paradoxalement, les Eagles ne rejoignent pas cette dernière mais prennent la place d'Ottawa avec les équipes canadiennes — les Maple Leafs de Toronto et les deux équipes montréalaises : les Canadiens et les Maroons. Les Americans de New York jouent également dans la division Canadienne alors que la division Américaine ne compte que quatre franchises — les Bruins de Boston, les Black Hawks de Chicago, les Rangers de New York et les Red Wings de Détroit.
L'ossature de l'équipe des Sénateurs est conservée et ils jouent leurs matchs dans le St. Louis Arena. Ce dernier a été construit en 1929 pour accueillir les éditions de National Dairy Exposition et la glace de la patinoire n'a été mise en place que pour la venue des Eagles. La salle est alors la plus moderne des États-Unis et a la particularité d'avoir des emplacements séparés pour les fans de l'équipe selon leur couleur de peau.
L'équipe perd son premier match le 8 novembre 1934 sur la marque de trois buts à un sur leur glace contre Chicago mais remporte le deuxième contre les Rangers quatre buts à deux. L'équipe ne réussit pas à accrocher une autre victoire avant le 4 décembre 1934 contre les Americans mais la défaite deux matchs plus tard sur le score de deux à un contre les Red Wings marque le renvoi de l'entraîneur et le retour derrière le banc de Boucher, l'ancien entraîneur des Silver Seven.
Boucher ne parvient pas à faire mieux que Gerard et l'équipe termine à la dernière place de la division et même de la LNH avec une fiche de onze victoires, trente-et-une défaites et six matchs nuls. Les Eagles ne sont pas qualifiés pour les séries éliminatoires de la Coupe Stanley et la saison se termine sur une dernière défaite à Toronto. Avec seulement quatre-vingt-quatre buts inscrits, l'équipe est également la moins productive de la saison alors que seuls les Canadiens encaissent plus de buts que les Eagles lors de la saison régulière avec cent-quarante-cinq buts concédés contre cent-quarante-quatre par Bill Beveridge, unique gardien de la saison pour l'équipe. Du point de vue meneurs de l'équipe, Carl Voss a les meilleures statistiques avec dix-huit mentions d'assistance et trente-et-un points. Syd Howe inscrit un but de plus que Voss pour finir meilleur buteur de la saison avec un total de quatorze réalisations. Ces totaux sont bien loin des meneurs de la LNH : Charlie Conacher de Toronto avec trente-six buts et cinquante-sept points et Art Chapman des Americans pour 34 aides. Howe, capitaine de l'équipe, ne finit pas la saison avec les Eagles puisqu'il rejoint les Red Wings le 11 février 1935 en compagnie de Ralph « Scotty » Bowman en retour de Ted Graham et de 50 000 $.

### La fin des Eagles
En revenant sur la saison des Eagles, il apparaît aux dirigeants de la LNH et des Eagles que les longs déplacements depuis le Missouri ont ruiné la saison de l'équipe. Même si les matchs locaux ont réussi à attirer de grosses foules dans la patinoire, les déplacements en train ont à la fois vidé les caisses du club et fatigué les joueurs. La hausse rapide des tarifs ferroviaires achève de ruiner les Eagles et la franchise termine son histoire sur cette note fort peu reluisante.
Embarrassés d'avoir perdu les Eagles après une seule année, les dirigeants de la LNH cherchent une nouvelle solution mais ils sont une fois de plus freinés par les inconvénients des déplacements à réaliser pour une équipe basée dans le Missouri même si elle semble rentable en ce qui concerne les matchs à domicile. La LNH se résout néanmoins à faire une croix sur la ville de Saint-Louis et le 15 octobre 1935, elle rachète les droits de la franchise 40 000 $ afin de posséder tous les contrats des joueurs de l'équipe et pouvoir les redistribuer. En 1938, la LNH prépare une transaction pour créer une nouvelle incarnation des Maroons de Montréal à Saint-Louis mais abandonne une nouvelle fois l'idée pour toujours les mêmes raisons.
La ville de Saint-Louis ne se voit affecter une nouvelle franchise que lors de l'expansion de 1967, avec l'ajout de six franchises aux « six équipes originales ». La LNH intègre alors les North Stars du Minnesota, les Kings de Los Angeles, les Seals d'Oakland, les Flyers de Philadelphie, les Penguins de Pittsburgh et enfin les Blues de Saint-Louis.

## Résultats

### Classement final
Le tableau ci-dessous présente les statistiques détaillées de l'équipe pour l'unique saison jouée avec les résultats en fin de saison régulière, alors que l'équipe ne se qualifie pas pour les séries éliminatoires.
| Clt   | Équipe                 | PJ | V  | D  | N | BP  | BC  | Pts |
| ----- | ---------------------- | -- | -- | -- | - | --- | --- | --- |
| +001, | Maple Leafs de Toronto | 48 | 30 | 14 | 4 | 157 | 111 | 64  |
| +002, | Maroons de Montréal    | 48 | 24 | 19 | 5 | 123 | 92  | 53  |
| +003, | Canadiens de Montréal  | 48 | 19 | 23 | 6 | 110 | 145 | 44  |
| +004, | Americans de New York  | 48 | 12 | 27 | 9 | 100 | 142 | 33  |
| +005, | Eagles de Saint-Louis  | 48 | 11 | 31 | 6 | 86  | 144 | 28  |

- Vainqueur du trophée Prince de Galles
- Qualifié pour les demi-finales des séries éliminatoires
- Qualifié pour les quarts de finale des séries éliminatoires

### Match après match
Ce tableau reprend les résultats de l'équipe au cours de la saison, les buts marqués par les Eagles étant inscrits en premier. La colonne « fiche » indique dans l'ordre les nombres de victoires, défaites et matchs nuls.
| Date    |           | Adversaire               | Score   | Fiche  | Pts |
| ------- | --------- | ------------------------ | ------- | ------ | --- |
| 08-nov  | défaite   | Black Hawks de Chicago   | 1-3     | 0-1-0  | 0   |
| 10-nov  | victoire  | Rangers de New York      | 4-2     | 1-1-0  | 2   |
| 13-nov  | défaite   | Maroons de Montréal      | 1-2 (P) | 1-2-0  | 2   |
| 17-nov  | défaite   | @ Bruins de Boston       | 0-1     | 1-3-0  | 2   |
| 18-nov  | défaite   | @ Rangers de New York    | 0-5     | 1-4-0  | 2   |
| 20-nov  | défaite   | Maple Leafs de Toronto   | 2-5     | 1-5-0  | 2   |
| 22-nov  | défaite   | @ Black Hawks de Chicago | 0-1     | 1-6-0  | 2   |
| 24-nov  | défaite   | Bruins de Boston         | 1-4     | 1-7-0  | 2   |
| 25-nov  | défaite   | @ Red Wings de Détroit   | 1-4     | 1-8-0  | 2   |
| 01-déc  | défaite   | @ Maple Leafs de Toronto | 3-4     | 1-9-0  | 2   |
| 04-déc  | victoire  | Americans de New York    | 2-0     | 2-9-0  | 4   |
| 08-déc  | défaite   | @ Maroons de Montréal    | 0-1     | 2-10-0 | 4   |
| 09-déc  | défaite   | @ Red Wings de Détroit   | 1-3 (P) | 2-11-0 | 4   |
| 13-déc  | défaite   | Red Wings de Détroit     | 2-11    | 2-12-0 | 4   |
| 15-déc  | match nul | @ Canadiens de Montréal  | 1-1     | 2-12-1 | 5   |
| 18-déc  | victoire  | @ Americans de New York  | 2-1 (P) | 3-12-1 | 7   |
| 20-déc  | match nul | Maple Leafs de Toronto   | 1-1     | 3-12-2 | 8   |
| 22-déc  | défaite   | Canadiens de Montréal    | 1-2     | 3-13-2 | 8   |
| 27-déc  | victoire  | Red Wings de Détroit     | 5-2     | 4-13-2 | 10  |
| 30-déc  | match nul | @ Black Hawks de Chicago | 3-3     | 4-13-3 | 11  |
| 03-janv | défaite   | Maroons de Montréal      | 0-3     | 4-14-3 | 11  |
| 05-janv | victoire  | @ Maroons de Montréal    | 2-1     | 5-14-3 | 13  |
| 10-janv | défaite   | Bruins de Boston         | 1-2     | 5-15-3 | 13  |
| 13-janv | défaite   | @ Rangers de New York    | 2-3     | 5-16-3 | 13  |

| Date    |           | Adversaire               | Score   | Fiche   | Pts |
| ------- | --------- | ------------------------ | ------- | ------- | --- |
| 15-janv | défaite   | @ Bruins de Boston       | 3-5     | 5-17-3  | 13  |
| 17-janv | défaite   | Black Hawks de Chicago   | 1-5     | 5-18-3  | 13  |
| 19-janv | défaite   | @ Maple Leafs de Toronto | 2-6     | 5-19-3  | 13  |
| 20-janv | victoire  | @ Red Wings de Détroit   | 6-1     | 6-19-3  | 15  |
| 22-janv | défaite   | Maple Leafs de Toronto   | 1-2     | 6-20-3  | 15  |
| 24-janv | match nul | Americans de New York    | 2-2     | 6-20-4  | 16  |
| 27-janv | défaite   | @ Black Hawks de Chicago | 3-5     | 6-21-4  | 16  |
| 29-janv | défaite   | @ Maroons de Montréal    | 2-5     | 6-22-4  | 16  |
| 02-févr | match nul | Canadiens de Montréal    | 1-1     | 6-22-5  | 17  |
| 05-févr | match nul | @ Americans de New York  | 3-3     | 6-22-6  | 18  |
| 07-févr | victoire  | Black Hawks de Chicago   | 1-0 (P) | 7-22-6  | 20  |
| 09-févr | défaite   | @ Canadiens de Montréal  | 2-4     | 7-23-6  | 20  |
| 12-févr | défaite   | Rangers de New York      | 1-5     | 7-24-6  | 20  |
| 16-févr | victoire  | Bruins de Boston         | 3-0     | 8-24-6  | 22  |
| 19-févr | défaite   | @ Rangers de New York    | 1-2     | 8-25-6  | 22  |
| 21-févr | victoire  | @ Americans de New York  | 4-3     | 9-25-6  | 24  |
| 23-févr | défaite   | Maroons de Montréal      | 0-4     | 9-26-6  | 24  |
| 26-févr | défaite   | @ Bruins de Boston       | 0-5     | 9-27-6  | 24  |
| 28-févr | défaite   | @ Canadiens de Montréal  | 2-4     | 9-28-6  | 24  |
| 02-mars | défaite   | Canadiens de Montréal    | 2-3 (P) | 9-29-6  | 24  |
| 07-mars | victoire  | Americans de New York    | 3-2     | 10-29-6 | 26  |
| 09-mars | défaite   | Rangers de New York      | 1-5     | 10-30-6 | 26  |
| 12-mars | victoire  | Red Wings de Détroit     | 3-2     | 11-30-6 | 28  |
| 19-mars | défaite   | @ Maple Leafs de Toronto | 3-5     | 11-31-6 | 28  |

## Personnalités de l'équipe

### Joueurs
Pour les significations des abréviations, voir statistiques du hockey sur glace.
Vingt-neuf joueurs ont porté l'uniforme des Eagles au cours de leur courte existence. Le dernier joueur actif à avoir porté les couleurs des Eagles est Bill Cowley, qui prend sa retraite en 1947 après une ultime saison avec les Bruins de Boston. Il est également le seul joueur de l'histoire de la franchise à avoir commencé sa carrière avec les Eagles et avoir fini intronisé au Temple de la renommée du hockey. Syd Howe est l'unique capitaine de l'équipe au cours de sa courte existence. Ces deux joueurs sont les seuls de l'histoire de l'équipe à avoir été par la suite intégrés au Temple de la renommée du hockey.
La liste complète des joueurs dans l'histoire de l'équipe est présentée ci-dessous.

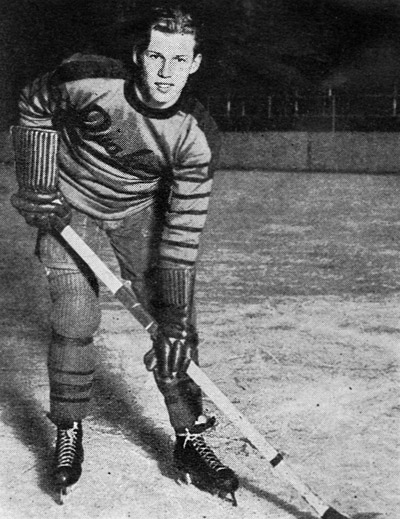
Syd Howe, capitaine de l'équipe et futur membre du temple de la renommée du hockey, ici en photographie sous le maillot des Quakers de Philadelphie.

| Nom                 | Nat                 | Pos | PJ | B  | A  | Pts | Pun | Commentaire                                         |
| ------------------- | ------------------- | --- | -- | -- | -- | --- | --- | --------------------------------------------------- |
| Asmundson, Oscar    | Drapeau du Canada   | AD  | 11 | 4  | 7  | 11  | 2   | A commencé la saison avec les Red Wings de Détroit  |
| Ayres, Vernon       | Drapeau du Canada   | D   | 47 | 2  | 2  | 4   | 60  |                                                     |
| Blake, Mickey       | Drapeau du Canada   | AG  | 8  | 1  | 1  | 2   | 2   |                                                     |
| Bowman, Ralph       | Drapeau du Canada   | D   | 31 | 2  | 2  | 4   | 51  | A fini la saison avec les Red Wings de Détroit      |
| Brydson, Glenn      | Drapeau du Canada   | AD  | 48 | 11 | 18 | 29  | 45  |                                                     |
| Carrigan, Gene      | Drapeau du Canada   | C   | 4  | 0  | 1  | 1   | 0   |                                                     |
| Cook, Alex          | Drapeau du Canada   | C   | 4  | 0  | 0  | 0   | 0   |                                                     |
| Cowley, Bill        | Drapeau du Canada   | C   | 41 | 5  | 7  | 12  | 10  | Première saison dans la LNH                         |
| Finnigan, Eddie     | Drapeau du Canada   | AG  | 12 | 1  | 1  | 2   | 2   |                                                     |
| Finnigan, Frank     | Drapeau du Canada   | AD  | 34 | 5  | 5  | 10  | 10  | A fini la saison avec les Maple Leafs de Toronto    |
| Frew, Irv           | Drapeau de l'Écosse | D   | 47 | 0  | 2  | 2   | 89  |                                                     |
| Graham, Ted         | Drapeau du Canada   | D   | 13 | 0  | 0  | 0   | 2   | A commencé la saison avec les Red Wings de Détroit  |
| Howe, Syd           | Drapeau du Canada   | AG  | 36 | 14 | 13 | 27  | 23  | A fini la saison avec les Red Wings de Détroit      |
| Jerwa, Frank        | Drapeau du Canada   | AG  | 16 | 4  | 7  | 11  | 14  | A commencé la saison avec les Bruins de Boston      |
| Kalbfleisch, Walter | Drapeau du Canada   | D   | 3  | 0  | 0  | 0   | 6   |                                                     |
| Kaminsky, Max       | Drapeau du Canada   | C   | 11 | 0  | 0  | 0   | 0   | A fini la saison avec les Bruins de Boston          |
| Kelly, Pete         | Drapeau du Canada   | AD  | 25 | 3  | 10 | 13  | 14  | Première saison dans la LNH                         |
| Lamb, Joe           | Drapeau du Canada   | AD  | 31 | 11 | 12 | 23  | 19  | A commencé la saison avec les Canadiens de Montréal |
| Patterson, George   | Drapeau du Canada   | AD  | 21 | 0  | 1  | 1   | 2   | A commencé la saison avec les Red Wings de Détroit  |
| Purpur, Fido        | Drapeau du Canada   |     | 25 | 1  | 2  | 3   | 8   |                                                     |
| Ripley, Vic         | Drapeau du Canada   | C   | 31 | 1  | 3  | 4   | 8   | A commencé la saison avec les Rangers de New York   |
| Roche, Desse        | Drapeau du Canada   | AD  | 7  | 0  | 0  | 0   | 0   | A fini la saison avec les Canadiens de Montréal     |
| Roche, Earl         | Drapeau du Canada   | AD  | 19 | 3  | 3  | 6   | 2   | A fini la saison avec les Red Wings de Détroit      |
| Shannon, Gerry      | Drapeau du Canada   | AG  | 25 | 2  | 2  | 4   | 11  | A fini la saison avec les Bruins de Boston          |
| Voss, Carl          | Drapeau du Canada   | C   | 48 | 13 | 18 | 31  | 14  |                                                     |
| Wasnie, Nick        | Drapeau du Canada   | AD  | 13 | 3  | 1  | 4   | 2   |                                                     |
| Wilcox, Archie      | Drapeau du Canada   | D   | 8  | 0  | 0  | 0   | 0   |                                                     |
| Williams, Burr      | Drapeau du Canada   | D   | 9  | 0  | 0  | 0   | 6   | A fini la saison avec les Bruins de Boston          |

| Nom             | Nat               | Min   | PJ | V  | D  | N | BC  | M    | Bl |
| --------------- | ----------------- | ----- | -- | -- | -- | - | --- | ---- | -- |
| Beveridge, Bill | Drapeau du Canada | 2 990 | 48 | 11 | 31 | 6 | 144 | 2,89 | 3  |

### Entraîneurs
Pour son unique saison dans la LNH, l'équipe débute avec Eddie Gerard en tant qu'entraîneur, poste qu'il occupait précédemment chez les Maroons de Montréal. Après un départ catastrophique de l'équipe avec une fiche de deux victoires pour onze défaites, il est limogé et remplacé dans ses fonctions par Georges « Buck » Boucher, un autre ancien joueur des Maroons.